# Матвеев, Валентин Александрович
Валентин Александрович Матвеев — советский хозяйственный и политический деятель.

## Биография
Родился в 1939 году в Санчурском районе Кировской области. Член КПСС.
Окончил Поволжский лесотехнический институт.
В 1961—1968 гг. — мастер сплава, начальник смены, технический руководитель, секретарь парткома Корчевского сплавного рейда.
В 1968—1973 гг. — инструктор, заведующий отделом агитации и пропаганды, секретарь Горномарийского райкома КПСС
В 1973—1977 гг. — заместитель заведующего сельскохозяйственным отделом Марийского обкома КПСС.
В 1977—1983 гг. — первый секретарь Звениговского райкома КПСС.
В 1983—1991 гг. — первый секретарь Йошкар-Олинского горкома КПСС.
В 1991—1995 гг. — директор АО «Йошкар-Олинский торговый дом».
В 1995—1997 гг. — первый заместитель главы правительства Марий Эл.
Делегат XXVII съезда КПСС.
Жил в Йошкар-Оле.

## Награды
- Орден Трудового Красного Знамени (1976, 1981)
- Орден Знак Почёта (1986)